# The Caine Mutiny Court-Martial
The Caine Mutiny Court-Martial is een Amerikaanse dramafilm uit 2023 onder regie van William Friedkin en gebaseerd op het gelijknamige toneelstuk uit 1954 van Herman Wouk. 

## Verhaal
De film volgt een marineofficier die terechtstaat voor muiterij nadat hij het commando heeft overgenomen van een scheepskapitein die volgens hem onstabiel handelde en zowel het schip als de bemanning in gevaar bracht.

## Rolverdeling
| Acteur            | Personage     |
| ----------------- | ------------- |
| Kiefer Sutherland | Queeg         |
| Jason Clarke      | Greenwald     |
| Jake Lacy         | Maryk         |
| Monica Raymund    | Challee       |
| Jay Duplass       | Alan Bird     |
| Tom Riley         | Keith         |
| Lance Reddick     | Judge Blakely |

## Productie
Vanwege Friedkins hoge leeftijd kon hij de film alleen maken als een reserve-regisseur aanwezig was. Guillermo del Toro vervulde deze rol en zat elke dag op de set naast Friedkin mee te kijken.

## Release en ontvangst
The Caine Mutiny Court-Martial ging op 3 september 2023 in première op het Filmfestival van Venetië, ongeveer een maand nadat Friedkin was overleden. Het was ook de laatste film waarin acteur Lance Reddick meespeelde voor zijn plotse overlijden in datzelfde jaar. De film was vanaf 6 oktober 2023 te zien op de streamingdienst Paramount+.
De film kreeg overwegend positieve kritieken van de filmcritici, met een score van 95% op Rotten Tomatoes, gebaseerd op 55 beoordelingen.

## Prijzen en nominaties
De belangrijkste:
| Jaar | Prijs                 | Categorie                                                   | Genomineerde(n)     | Uitslag     |
| ---- | --------------------- | ----------------------------------------------------------- | ------------------- | ----------- |
| 2024 | Critics Choice Awards | Beste televisiefilm                                         | Beste televisiefilm | Genomineerd |
| 2024 | Critics Choice Awards | Beste mannelijke hoofdrol in een miniserie of televisiefilm | Kiefer Sutherland   | Genomineerd |